# Дасін (район)
Дасін (спрощ.: 大兴区; кит. трад.: 大興區; піньїнь: Dàxīng Qū) — район Пекіна, що охоплює південні околиці міста. Межує з районами Пекіна Тунчжоу на сході/північному сході, Фаншань на заході, Фентай на північному заході, Чаоян на північному сході та провінцію Хебей на півдні.

## Історія
Різанина в Дасіні 27-31 серпня 1966 року під час Культурної революції призвела до смерті щонайменше 325 людей у віці від 38 днів до 80 років.
30 квітня 2001 року район Дасін був перетворений з повіту в район із схваленням Державної ради. Займає площу 1012 км2 з населенням 671 444, Пангежуан у Дасіні славиться своїми кавунами. 

## Адміністративний поділ
У 2021 році існує 8 підрайонів, 14 міст, 5 міст з яких несуть «область» (地区) позначка в районі та 4 аналогічні одиниці селищного рівня:
| Назва                                               | Китайська (S)      | Hanyu Pinyin                 | Населення (2020) | Площа (km2) |
| --------------------------------------------------- | ------------------ | ---------------------------- | ---------------- | ----------- |
| Xingfeng Subdistrict                                | 兴丰街道           | Xìngfēng Jiēdào              | 79,851           | 9.66        |
| Linxiao Road Subdistrict                            | 林校路街道         | Línxiàolù Jiēdào             | 81.389           | 12.65       |
| Qingyuan Subdistrict                                | 清源街道           | Qīngyuán Jiēdào              | 147,810          | 5.58        |
| Guanyinsi Subdistrict                               | 观音寺街道         | Guānyīnsì Jiēdào             | 111,225          | 16.40       |
| Tiangongyuan Subdistrict                            | 天宫院街道         | Tiāngōngyuàn Jiēdào          | 87,415           | 33.30       |
| Gaomidian Subdistrict                               | 高米店街道         | Gāomǐdiàn Jiēdào             | 99,959           | 5.59        |
| Yizhuang (town) Area                                | 亦庄(镇)地区       | Yìzhuāng (Zhèn) Dìqū         | 108,255          | 39.63       |
| Ronghua Subdistrict                                 | 荣华街道           | Rónghuá Jiēdào               | 108,255          | 39.63       |
| Boxing Subdistrict                                  | 博兴街道           | Bóxīng Jiēdào                | 108,255          | 39.63       |
| Huangcun (town) Area                                | 黄村(镇)地区       | Huángcūn (Zhèn) Dìqū         | 176,890          | 35.00       |
| Jiugong (town) Area                                 | 旧宫(镇)地区       | Jiùgōng (Zhèn) Dìqū          | 189,300          | 29.73       |
| Xihongmen (town) Area                               | 西红门(镇)地区     | Xīhóngmén (Zhèn) Dìqū        | 179,974          | 31.20       |
| Yinghai (town) Area                                 | 瀛海(镇)地区       | Yínghǎi (Zhèn) Dìqū          | 102,463          | 36.79       |
| Qingyundian town                                    | 青云店镇           | Qīngyúndiàn Zhèn             | 69,612           | 70.00       |
| Caiyu town                                          | 采育镇             | Cǎiyù Zhèn                   | 54,690           | 71.6        |
| Anding town                                         | 安定镇             | Āndìng Zhèn                  | 30,764           | 78.00       |
| Lixian town                                         | 礼贤镇             | Lǐxián Zhèn                  | 40,930           | 92.06       |
| Yufa town                                           | 榆垡镇             | Yúfá Zhèn                    | 71,812           | 136.00      |
| Panggezhuang town                                   | 庞各庄镇           | Pánggèzhuāng Zhèn            | 74,912           | 109.30      |
| Beizangcun town                                     | 北臧村镇           | Běizāngcūn Zhèn              | 35,391           | 60.00       |
| Weishanzhuang town                                  | 魏善庄镇           | Wèishànzhuāng Zhèn           | 46,661           | 81.5        |
| Zhangziying town                                    | 长子营镇           | Zhǎngzǐyíng Zhèn             | 34,588           | 63.00       |
| Beijing Economic and Technological Development Area | 北京经济技术开发区 | Běijīng Jīngjì Jìshù Kāifāqū | 148,145          | 46.80       |
| Biomedical Industry Base                            | 生物医药产业基地   | Shēngwù Yīyào Chǎnyè Jīdì    | 10,201           | 6.83        |
| National New Media Industry Base                    | 国家新媒体产业基地 | Guójiā Xīnméitǐ Chǎnyè Jīdì  | 9,827            | 3.74        |
| Daxing International Airport                        | 大兴国际机场       | Dàxīng guójì jīcháng         | 1,527            | N/A         |

## Уряд та інфраструктура
Пекінське муніципальне управління в'язниць управляє такими виправними закладами в окрузі:
- Муніципальна в'язниця Пекіна
- Пекінська жіноча в'язниця

## Економіка
Крім того в районі Дасін, мають свої штаб-квартири Okay Airways  і Xiabu Xiabu.

## Транспорт

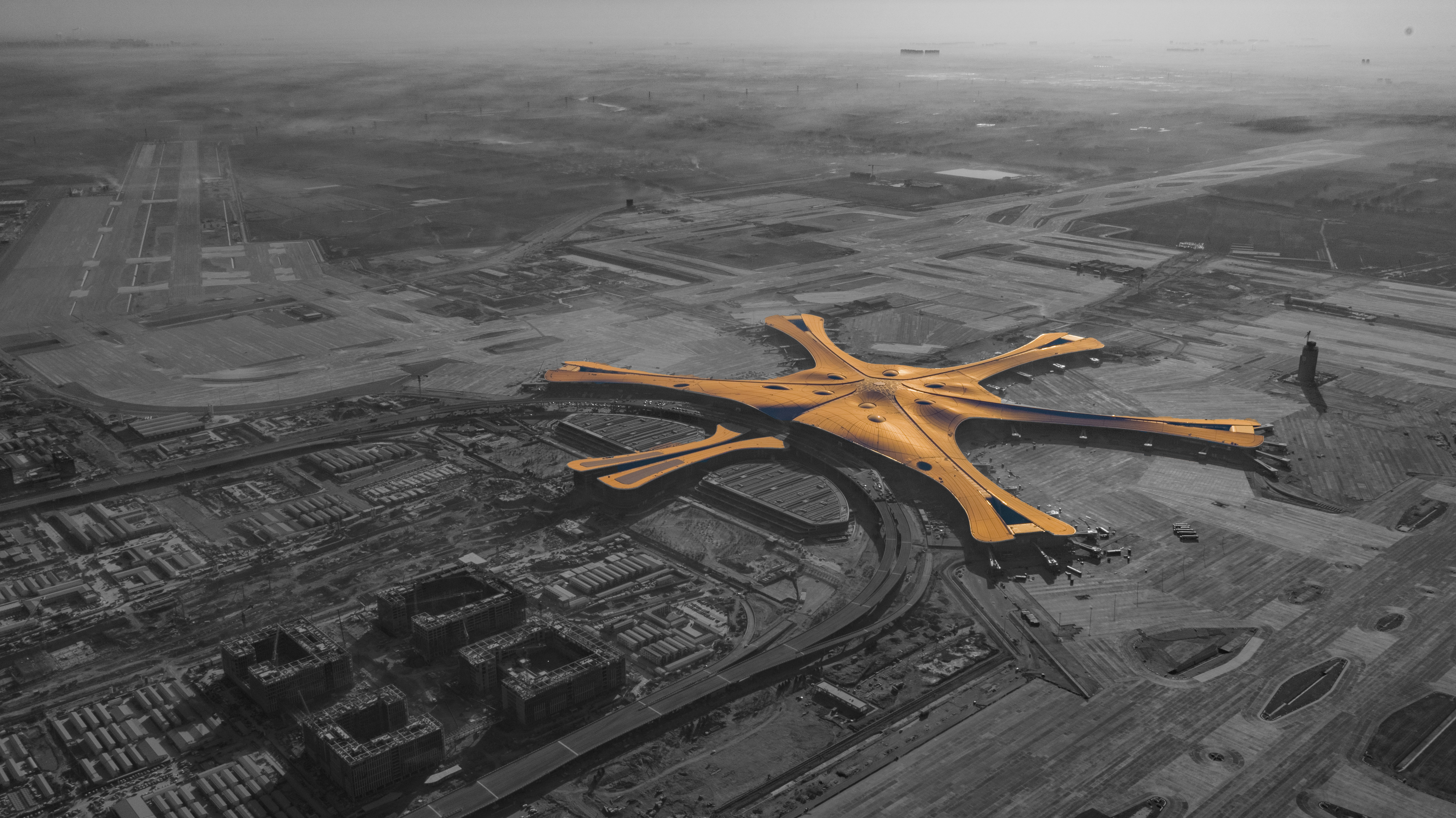
Пекінський міжнародний аеропорт Дасін

У 2009 році було вирішено, що Дасін стане місцем розташування Пекінського міжнародного аеропорту Дасін. Він був побудований у південній частині району Дасін у Пекіні та вздовж кордону Пекіна та провінції Хебей. Аеропорт було відкрито у вересні 2019 року.

### Метро
Дасін зараз обслуговується чотирма лініями пекінського метро.

## Клімат
Дасін має вологий континентальний клімат (класифікація клімату Кеппена Dwa). Середньорічна температура в Дасін становить 12.5 °C. Середньорічна кількість опадів 519.5 мм з липнем як найбільш вологим місяцем. Середня температура найвища в липні, близько 26.4 °C, а найнижча в січні, близько −3.7 °C.
| Клімат Дасін (1981−2010) | Клімат Дасін (1981−2010) | Клімат Дасін (1981−2010) | Клімат Дасін (1981−2010) | Клімат Дасін (1981−2010) | Клімат Дасін (1981−2010) | Клімат Дасін (1981−2010) | Клімат Дасін (1981−2010) | Клімат Дасін (1981−2010) | Клімат Дасін (1981−2010) | Клімат Дасін (1981−2010) | Клімат Дасін (1981−2010) | Клімат Дасін (1981−2010) | Клімат Дасін (1981−2010) |
| Показник                 | Січ.                     | Лют.                     | Бер.                     | Квіт.                    | Трав.                    | Черв.                    | Лип.                     | Серп.                    | Вер.                     | Жовт.                    | Лист.                    | Груд.                    |                          |
| Абсолютний максимум, °C  | 14,6                     | 19,8                     | 29,8                     | 33,5                     | 38,7                     | 40,2                     | 41,4                     | 36,2                     | 35,3                     | 30,5                     | 21,8                     | 16,4                     |                          |
| Середній максимум, °C    | 2,0                      | 5,8                      | 12,3                     | 20,8                     | 26,6                     | 30,5                     | 31,2                     | 30,0                     | 26,2                     | 19,5                     | 10,3                     | 3,7                      |                          |
| Середня температура, °C  | −3,7                     | −0,2                     | 6,4                      | 14,6                     | 20,5                     | 24,6                     | 26,4                     | 25,1                     | 20,2                     | 13,1                     | 4,4                      | −1,6                     |                          |
| Середній мінімум, °C     | −8,5                     | −5,3                     | 0,7                      | 8,1                      | 14,0                     | 18,9                     | 22,0                     | 20,9                     | 15,0                     | 7,7                      | −0,4                     | −6                       |                          |
| Абсолютний мінімум, °C   | −19,6                    | −17,8                    | −11,3                    | −2,2                     | 4,1                      | 10,3                     | 14,8                     | 13,4                     | 4,0                      | −4,2                     | −11,4                    | −16,5                    |                          |
| Норма опадів, мм         | 2.4                      | 4.0                      | 10.0                     | 22.5                     | 37.7                     | 68.8                     | 154.4                    | 135.9                    | 46.7                     | 25.5                     | 9.9                      | 1.7                      |                          |
| Вологість повітря, %     | 49                       | 46                       | 45                       | 47                       | 54                       | 63                       | 75                       | 78                       | 71                       | 63                       | 57                       | 51                       |                          |
| ------------------------ | ------------------------ | ------------------------ | ------------------------ | ------------------------ | ------------------------ | ------------------------ | ------------------------ | ------------------------ | ------------------------ | ------------------------ | ------------------------ | ------------------------ | ------------------------ |